# أنخيل كوندي
أنخيل كوندي (بالإسبانية: Ángel Conde)‏ هو لاعب كرة قدم مكسيكي، ولد في 9 يوليو 1989. لعب مع سيمارونس دي سونورا ‏.

## وصلات خارجية
- أنخيل كوندي على موقع قاعدة بيانات كرة القدم.إي يو (الإنجليزية)